# Braga (district)
District Braga (IPA: [ˈbɾaɣɐ]) is een district van Portugal. met een oppervlakte van 2673 km² het 15e grootste district. Braga grenst in het noorden aan Viana do Castelo en aan Spanje, in het oosten aan Vila Real, in het zuiden aan Porto en in het westen aan de Atlantische Oceaan. Het inwonersaantal is 831.368 (2001). Hoofdstad is de gelijknamige stad Braga.
Het district is onderverdeeld in 14 gemeenten:
- Amares
- Barcelos
- Braga
- Cabeceiras de Basto
- Celorico de Basto
- Esposende
- Fafe
- Guimarães
- Póvoa de Lanhoso
- Terras de Bouro
- Vieira do Minho
- Vila Nova de Famalicão
- Vila Verde
- Vizela

## Demografische ontwikkeling
Aveiro · Beja · Braga · Bragança · Castelo Branco · Coimbra · Évora · Faro · Guarda · Leiria · Lissabon · Portalegre · Porto · Santarém · Setúbal · Viana do Castelo · Vila Real · Viseu

Autonome regio's van Portugal: Azoren · Madeira